# Jeremy Menuhin
Jeremy Louis Eugene Menuhin (ur. 2 listopada 1951 roku w San Francisco w Kalifornii USA) – amerykański pianista, syn skrzypka Yehudi Menuhina i tancerki baletowej w zespole Marie Rambert Ballet Rambert, primabaleriny – Diany Gould.

## Życiorys
Studiował kompozycję w Paryżu u Nadii Boulanger, u Mindru Katza w Izraelu fortepian, a dyrygenturę w Wiedniu u Hansa Swarowsky'ego. Zadebiutował w Londynie w wieku 15 lat, w pięćdziesiąte urodziny ojca, występując z
Londyńską Orkiestrą Filharmoniczną (London Philharmonic Orchestra). W wieku 22 lat, wygrał prestiżowy Konkurs Młodych Artystów w Nowym Jorku.
W latach 1993-2004 koncertował łącznie dwadzieścia sześć razy z zespołem Sinfonia Varsovia. Współpracował również z Orkiestrą Kameralną Polskiego Radia „Amadeus” pod dyrekcją Agnieszki Duczmal.
Występował w wielu salach koncertowych m.in. Kennedy Center w Waszyngtonie, Filharmonia Berlińska, Royal Festival Hall, Royal Albert Hall, Wigmore Hall i Barbican Centre w Londynie, Lincoln Centre i Carnegie Hall w Nowym Jorku, Wiener Musikverein i Konzerthaus w Wiedniu, Théâtre des Champs Élysées, Salle Pleyel i Salle Gaveau w Paryżu, Concertgebouw w Amsterdamie, Rudolfinum w Pradze, Sala Konserwatorium Liszta w Budapeszcie, Sala Konserwatorium w Moskwie, Filharmonia Petersburska.

## Życie prywatne
Syn primabaleriny Diany Gould i światowej sławy skrzypka Yehudi Menuhina. Ma brata Gerarda, Krova i siostrę Zamirę.
W 1983 poślubił Brigid Gabriel Forbes-Sempill, córkę lorda Williama Forbes-Sempill, z którą miał dwójkę dzieci, Nadję Cecilię Menuhin (ur. 1985) i Petroc Forbes Menuhin (ur. 1988). Rozwiódł się z nią w 1999.
W 2007 poślubił południowokoreańską pianistkę Mookie Lee, z którą ma córkę, Anouk Chiara Sumi Menuhin (ur. 2008).

## Dyskografia
- Jeremy Menuhin Plays Beethoven Sonatas and Concerti
- Mozart Piano Concertos Volume 1
- Schubert: Late Piano Music Vol 1
- Schubert: Late Piano Music Vol 2
- Schubert: Late Piano Music Vol 3
- Schubert: Late Piano Music Vol 4
- Fauré: Piano Quartet in C Minor
- Beethoven: Sonatas for Violin and Piano Nos 5 – 10
- Dvořák: Piano Quintet in A Major Op 81
- Mozart: Piano Concertos
- Beethoven: Piano Concerto No 3 and Sonata No 13
- Schubert: Sonate „Fantaisie”
- Béla Bartók: 2 Sonatas for Violin and Piano
- Ludwig van Beethoven: Piano Concertos No 1 and 3